# إدوارد إي. سيمونز
إدوارد إي. سيمونز (بالإنجليزية: Edward E. Simmons)‏ هو مهندس أمريكي، ولد في 1911، وتوفي في 18 مايو 2004 بسبب سرطان.